# Myanmarische Fußballnationalmannschaft (U-20-Männer)
Die myanmarische Fußballnationalmannschaft der U-20-Männer ist die Auswahl myanmarischer Fußballspieler der Altersklasse U-20, die die Myanmar Football Federation auf internationaler Ebene, beispielsweise in Freundschaftsspielen gegen die Junioren-Auswahlmannschaften anderer nationaler Verbände, aber auch bei der U-19-Asienmeisterschaft des Kontinentalverbandes AFC oder der U-20-Weltmeisterschaft der FIFA repräsentiert. Zwischen 1961 und 1971 stellte das damalige Burma die erfolgreichste asiatische Mannschaft ihrer Altersklasse. In dieser Zeit wurde die Mannschaft siebenmal Asienmeister (1961, 1963, 1964, 1966, 1968, 1969, 1970), gewann einmal Silber (1965) und zweimal Bronze (1967, 1971) bei den Kontinentalmeisterschaften. Nach 1976 konnte sich das Team nicht mehr für eine Asienmeisterschaft qualifizieren, erst 2014 konnte Myanmar als Gastgeber wieder an der Meisterschaft teilnehmen.

## Teilnahme an Junioren- und U-20-Weltmeisterschaften
| Junioren-Weltmeisterschaft - 1977: nicht qualifiziert - 1979: nicht qualifiziert - 1981: nicht qualifiziert - 1983: nicht qualifiziert - 1985: nicht qualifiziert - 1987: nicht qualifiziert - 1989: nicht qualifiziert - 1991: nicht qualifiziert - 1993: nicht qualifiziert - 1995: nicht qualifiziert - 1997: nicht qualifiziert | - 1999: nicht qualifiziert - 2001: nicht qualifiziert - 2003: nicht qualifiziert - 2005: nicht qualifiziert U-20-Weltmeisterschaft - 2007: nicht qualifiziert - 2009: nicht qualifiziert - 2011: nicht qualifiziert - 2013: nicht qualifiziert - 2015: Vorrunde |

## Teilnahme an U-19-Asienmeisterschaften
| - 1959: 6. Platz - 1960: Vorrunde - 1961: Asienmeister - 1962: Vorrunde - 1963: Asienmeister - 1964: Asienmeister - 1965: Vize-Asienmeister - 1966: Asienmeister - 1967: 3. Platz - 1968: Asienmeister - 1969: Asienmeister - 1970: Asienmeister - 1971: 3. Platz | - 1972: nicht qualifiziert - 1973 (Teilnehmer unbekannt) - 1974 (Teilnehmer unbekannt) - 1975: Vorrunde - 1976: Viertelfinale - 1977: nicht qualifiziert - 1978: nicht qualifiziert - 1980: nicht qualifiziert - 1982: nicht qualifiziert - 1985: nicht qualifiziert - 1986: nicht qualifiziert - 1988: nicht qualifiziert - 1990: nicht qualifiziert | - 1992: nicht qualifiziert - 1994: nicht qualifiziert - 1996: nicht qualifiziert - 1998: nicht qualifiziert - 2000: nicht qualifiziert - 2002: nicht qualifiziert - 2004: nicht qualifiziert - 2006: nicht qualifiziert - 2008: nicht qualifiziert - 2010: nicht qualifiziert - 2012: nicht qualifiziert - 2014: qualifiziert |